# Âge d'or de la culture juive en Espagne
Pour les articles homonymes, voir Âge d'or (homonymie).

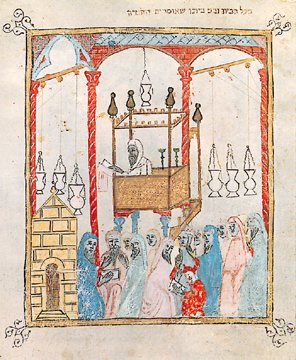
Un chantre lisant le récit de la Pâque dans une synagogue d'Al-Andalus — illustration d'une Haggada de Barcelone, XIV.

L’âge d'or de la culture juive en Espagne, également connu comme l’âge d'or du règne arabe (ou maure) en Ibérie, fait référence à une période de l'histoire de la péninsule ibérique sous domination musulmane pendant laquelle les Juifs auraient connu un important essor social, culturel, intellectuel et religieux.
La nature de cet « âge d'or, » corollaire de la période de La Convivencia pour les uns, mythe instrumentalisé dans le cadre des relations judéo-arabes pour d'autres, et sa durée sont sujettes à débat : pour certains savants, il commence après la conquête de l'Ibérie par la dynastie des Omeyyades (711–718) ou sous le règne d'Abd-ar-Rahman III (912), et s'achève  avec la chute du  califat de Cordoue (1031), le massacre de Grenade (1066), la conquête almoravide (1090) ou celle des Almohades (au milieu du XIIe siècle).

## La période de l'âge d'or

### Les débuts de l'âge d'or
La conquête arabo-berbère de l'Hispanie, au VIIIe siècle, met fin au règne des Wisigoths chrétiens, dont les nombreuses mesures anti-juives dissuadent ceux-ci de résister aux conquérants, accueillis au contraire en libérateurs. Les Juifs n'aident pas les Maures dans la conquête de la péninsule ibérique, comme le prétendront certains chroniqueurs chrétiens du XIIIe siècle, mais les assistent en assurant la défense de Cordoue récemment conquise, tandis que Malaga, Grenade, Séville et Tolède sont confiées à une armée mixte de Juifs et de Maures. 

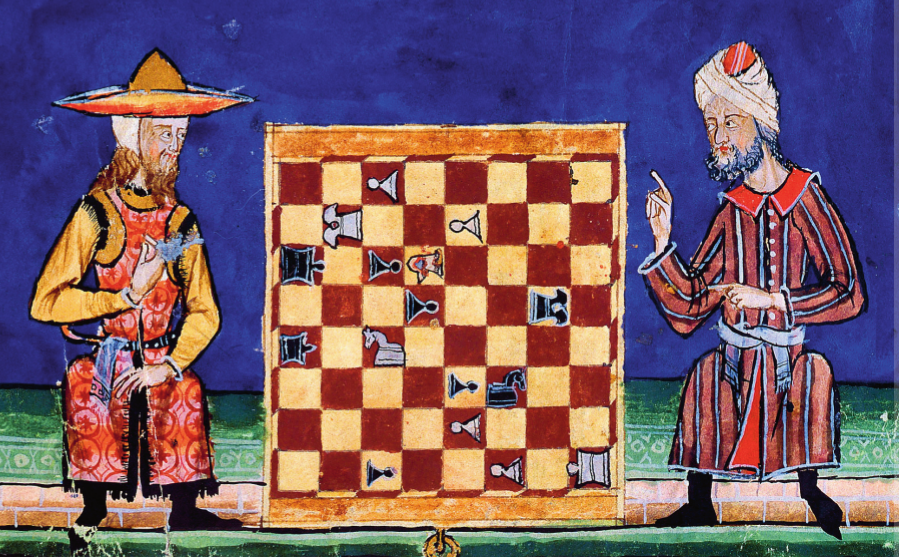
Un Juif et un musulman jouant aux échecs sous Alphonse X de Castille, El Libro de los Juegos, Madrid, XIIIe siècle

En tant que dhimmis (« sujets protégés »), les Juifs doivent s'acquitter de la jizya, un tribut d'un dinar d'or par tête. 
Ils semblent jouir d'une liberté de culte relativement complète : bien que les processions et certaines autres manifestations religieuses leur soient interdites, c'est en Espagne musulmane que se réfugie Bodo-Éléazar, un ancien diacre converti au judaïsme. 
La mobilité sociale des Juifs semble également n'avoir pas été significativement entravée, ainsi que l'illustre le cas de Hasdaï ibn Shaprut, médecin personnel d'Abd-ar-Rahman III, occupant (officieusement) les fonctions de vizir auprès de celui-ci. 
Grand admirateur de Saadia Gaon, l'une des plus hautes autorités rabbiniques et scientifiques de son temps, Hasdaï met à profit son prestige et sa position pour se constituer et entretenir, une cour personnelle de gens de culture, à l'instar du calife. Ses protégés les plus notables sont Menahem ben Sarouk et Dounash ibn Labrat ; leur controverse est à l'origine du développement de la philologie hébraïque et de la poésie hébraïque profane. Par ailleurs, en jouant sur la rivalité entre le califat de Cordoue (dirigé par la dynastie omeyyade) et celui de Bagdad (sous contrôle des Abbassides), Hasdaï ibn Shaprut recueille Moïse ben Hanokh, qui établit en Espagne le savoir des académies talmudiques de Babylonie et contribue à en faire un centre intellectuel et religieux indépendant, dont la direction est assurée par son fils, Hanokh ben Moïse.

### L'apogée du judaïsme séfarade
Les Juifs de Cordoue contribuent à la prospérité du pays, en s'adonnant à l'étude des sciences et au commerce, en particulier celui de la soie et des esclaves. Ceux de Tolède se spécialisent dans les traductions de textes arabes en langues romanes ainsi que de textes hébreux et grecs en arabe. Ils contribuent aussi à la botanique, à la géographie, à la médecine, aux mathématiques, à la poésie et à la philosophie.
La mort d'Al-Hakam II en 976 signe le début de la déliquescence du califat de Cordoue. La guerre civile qui s'ensuit, et la constitution des taïfas (petits émirats musulmans centrés sur une grande ville) qui en résulte, est préjudiciable au pouvoir politique des Maures. Elle est cependant hautement profitable à la culture, chaque émir rivalisant dans ce domaine avec ses voisins. C'est à cette époque que fleurissent les plus grands poètes judéo-espagnols, parmi lesquels Salomon ibn Gabirol, Moïse ibn Ezra et Juda Halévi. À Grenade, Samuel ibn Nagrela est le premier Juif à accéder aux fonctions de grand vizir et de chef des armées ; "ce n'est toutefois pas un fait isolé, ou spécifique d'al-Andalus : rappelons le cas des Banu Ruqasa qui donnèrent à la dynastie mérinide de Fès plusieurs générations de vizirs et de hauts fonctionnaires entre la seconde moitié du XIIe siècle et la première moitié du XIIIe". Cependant, la faiblesse grandissante des roitelets musulmans face à leurs voisins chrétiens précipite la fin de cette période.

### La fin de l'âge d'or
Le 30 décembre 1066, a lieu le massacre de Grenade : une foule musulmane prend d'assaut le palais royal, crucifie Joseph ibn Nagrela, fils de Samuel, et tue une importante partie de la population juive de la ville. Il s'agit de la première manifestation du genre connue sous la domination musulmane, bien que des épisodes de moindre ampleur se soient produits auparavant, notamment à Cordoue en 1011 ou à Saragosse en 1039. 
La situation des Juifs se détériore davantage encore quelque trente ans plus tard, avec l'arrivée des Almoravides menés par Youssef ibn Tachfin. Appelés en renfort par les émirs devant l'armée d'Alphonse VI de Castille, ils parviennent à mettre celui-ci en échec, mais prônent un islam bien plus strict. Bien que les armées almoravides comptent de nombreux Juifs dans leurs rangs, le contingent juif des armées castillanes, comptant environ 40 000 hommes, est massacré, et les Juifs de Lucena sont contraints de payer une forte rançon afin d'éviter la conversion forcée. Quelques Juifs parviennent encore à accéder à de hautes fonctions sous le règne d'Ali ben Youssef, à l'image de Salomon ibn al-Mu'allem, Abraham ibn Kamnial, Abu Ishaq ibn Muhajar, et Salomon ibn Farissol (lequel meurt lors d'émeutes en 1108). 
En 1148, la conquête de la péninsule ibérique par les Almohades, plus zélés encore que les Almoravides à propager l'islam, s'accompagne de la destruction, par exil ou conversion forcée, de nombreuses communautés et institutions juives en Espagne musulmane. Certains, comme la famille Maïmonide optent pour l'Afrique, d'autres, comme Juda ibn Tibbon et Joseph Kimhi pour la Provence ; de nombreux savants juifs et musulmans se réfugient à Tolède, redevenue terre chrétienne en 1085, et contribuent à la traduction en latin de nombreuses œuvres arabes. Toutefois "il est donné pour acquis que, le premier élan du pouvoir almohade passé, les choses reprirent leur cours et qu'il fut permis aux convertis de revenir au judaïsme. [...] Reste donc le fait incontesté qu'il se produisit une forte émigration de juifs vers les terres chrétiennes du Nord et vers d'autres territoires islamiques, y compris vers le Maroc et la Tunisie), pourtant sous domination almohade". 
La péninsule ibérique demeure, pour trois siècles encore, le pôle majeur du judaïsme. Bien que ne connaissant plus un rayonnement aussi important, elle donnera naissance à de grandes figures du judaïsme, comme Moïse Nahmanide, Salomon ben Adret, Abraham Zacuto ou Isaac Abravanel.

## Débats sur la nature de l'âge d'or
La situation des non-musulmans dans le califat de Cordoue a donné lieu à de nombreuses controverses parmi les spécialistes et commentateurs de la période, en particulier ceux qui souhaitent établir des similitudes avec la coexistence des musulmans et des non-musulmans dans le monde moderne. 
Il a été dit que les Juifs, ainsi que les autres minorités religieuses, étaient nettement mieux traités dans la péninsule ibérique sous contrôle musulman qu'en Europe chrétienne, et qu'ils y ont vécu une période unique dans l'histoire de tolérance, de respect et d'harmonie. Pour d'autres, bien qu'al-Andalus ait été l'un des pôles majeurs du judaïsme pendant le haut Moyen Âge, et le berceau de communautés stables et prospères, il n'est pas certain que les relations entre Juifs et musulmans aient été un modèle de dialogue inter-religieux, et le traitement des Juifs pourrait n'avoir pas été très différent de celui qui leur était réservé ailleurs[évasif].
María Rosa Menocal, spécialiste de la littérature ibérique à l'université Yale, est d'avis que la tolérance était un aspect inhérent à la société andalouse, et que les dhimmis juifs vivant dans le califat de Cordoue étaient, bien que considérés comme des citoyens de seconde classe, mieux traités qu'ailleurs dans le monde. Al-Andalus était considérée par les Juifs, ainsi que par des chrétiens adhérant à des sectes jugées hérétiques par Rome, comme une terre d'accueil. 
Bernard Lewis, professeur émérite des études sur le Moyen-Orient à l'université de Princeton, considère cette image comme largement faussée, et sa comparaison avec le monde moderne comme anhistorique et apologétique. Les prétentions de l'islam à la tolérance seraient, selon lui, très récentes et ne se retrouvent pas parmi les partisans d'un retour à l'islam. Les sociétés islamiques traditionnelles n'auraient jamais accordé une telle égalité, ni même prétendu le faire, celle-ci allant à contre-courant de leur vision théologique du monde.
Selon Mark Cohen, professeur d'études proche-orientales à l'université de Princeton, le « mythe d'une utopie inter-religieuse, » déjà rencontré dans le Moyen Âge tardif, aurait été fortement développé par les historiens juifs allemands du XIXe siècle, dont Heinrich Graetz, qui critiquaient de la sorte le traitement subi par les Juifs en Europe chrétienne, particulièrement en Europe orientale. Cette vision aurait été récupérée par les Arabes lors de la création de l'état d'Israël, comme une « arme de propagande contre le sionisme, » lequel serait responsable d'avoir brisé l'harmonie qui aurait régné jusqu'alors entre Juifs et Arabes dans la Palestine ottomane. Cette mythisation de l'histoire aurait généré un « contre-mythe » présentant une « conception néo-lacrymale de l'histoire judéo-arabe » par des polémistes tels que Bat Yeor.
Frederick Schweitzer et Marvin Perry pensent eux aussi que la vision traditionnelle de l'âge d'or a été fortement exploitée par les Arabes musulmans après 1948 dans un but polémique contre l'état d'Israël, et qu'elle ignore une série de manifestations de haine et de massacres moins connus, comme le massacre de Grenade, mais aussi celui de Cordoue en 1011.
Mercedes Gardia-Arenal, qui ne veut défendre "ni la vision d'un al-Andalus Arcadia felix [un âge d'or paradisiaque] ni, à l'inverse, celle d'un lieu où les dhimmis furent l'objet de violence et d'humiliation", déplore que l'on ait longtemps étudié "les communautés juives d'al-Andalus uniquement en termes d'appartenance religieuse, réduisant ainsi leur statut à celui de minorité, et ne percevant donc plus que leur marginalité, alors que les porosités entre les diverses communautés étaient dans ce contexte extrêmement importantes. C'est pourquoi le nouveau cadre de recherche qui, dans le sillage des études post-coloniales, s'est intéressé à l'hybridation et à la symbiose, a été particulièrement fécond" ; elle renvoie aux études sur les juifs d'al-Andalus de Ross Brann, Esperaza Alfonso, David Wassertein, Raymond Sheindlin.

### Articles
- La Convivencia
- Histoire des Juifs en Espagne
- Histoire des Juifs à Saragosse
- Al-Andalus
- Guerre civile en Al-Andalus
- Séfarade
- Hispanie
- Relations entre Juifs et musulmans
- Dhimmi
- Massacre de Grenade
- Solomon ibn Gabirol (1021-1070)